# Квітневе (Олександрійський район)
Квітневе — селище в Україні, у Новопразькій селищній громаді Олександрійського району Кіровоградської області. Населення становить 280 осіб.
На північному сході бере початок річка Вакурина.

## Населення
Згідно з переписом УРСР 1989 року чисельність наявного населення селища становила 424 особи, з яких 196 чоловіків та 228 жінок.
За переписом населення України 2001 року в селищі мешкали 354 особи.

### Мова
Розподіл населення за рідною мовою за даними перепису 2001 року:
| Мова       | Відсоток |
| ---------- | -------- |
| українська | 94,35 %  |
| російська  | 2,82 %   |
| молдовська | 2,26 %   |
| білоруська | 0,56 %   |